# A kegyelem fajtái
A kegyelem fajtái (eredeti cím: Kinds of Kindness) 2024-ben bemutatott koprodukciós dráma filmvígjáték, amelyet Efthimis Filippou-val közösen írt forgatókönyve alapján Jórgosz Lánthimosz rendezett. A főbb szerepekben Emma Stone, Jesse Plemons, Willem Dafoe, Margaret Qualley, Hong Chau, Joe Alwyn, Mamoudou Athie és Hunter Schafer látható.
Világpremierje a 77. Cannes-i Filmfesztiválon volt 2024. május 17-én, ahol Plemons elnyerte a legjobb színésznek járó díjat. Az Amerikai Egyesült Államokban 2024. június 21-én, míg Írországban és az Egyesült Királyságban június 28-án került a mozikba a Searchlight Pictures forgalmazásában. Magyarországon szeptember 19-én mutatta be a Fórum Hungary. Általánosságban pozitív visszajelzéseket kapott a kritikusoktól, és világszerte 16 millió dolláros bevételt hozott.

## Cselekmény
A kegyelem fajtái „triptichon történetként” felépített három különböző, de szorosan összefüggő cselekményszálból áll:

### R.M.F. halála
Robert Fletcher követi domináns főnöke és szeretője, Raymond minden parancsát. Raymond szabályozza Robert életének minden aspektusát, többek között összehozza őt feleségével, Sarah-val, megvásárolja a házukat és az autójukat, és megszabja, mikor közösülhetnek szexuálisan. Egy nap Raymond azt parancsolja Robertnek, törje össze az autóját, hogy megölje „R.M.F.-t”, egy férfit, akit csak a kezdőbetűi alapján ismernek. Kisebb sérülésekkel túlélik a balesetet. Amikor Raymond utasítja, hogy próbálja meg újra, Robert bevallja, fél és nem akarja ismét megkísérelni, azonban Raymond erőlteti a dolgot. Robert újból visszautasítja, ami feldühíti Raymondot, és kirúgja, mondván, hogy „most már szabad”. Robert élete ezután darabjaira hullik. Egy értékes, sérült John McEnroe teniszütőt, amelyet Raymondtól kapott ajándékba, elvisznek a házából. Elkeseredésében Robert bevallja Sarah-nak; Raymond orvosoknak fizetett, akik terhességmegszakító szereket szállítottak, hogy tudtukon kívül vetélést és petefészekproblémákat színleljenek; Sarah elhagyja őt, felmond a munkahelyén és eltűnik. Robert kétségbeesetten könyörög Raymondnak egy újabb esélyért, de agresszívan visszautasítja.
Miközben megpróbálja visszaszerezni Raymond tiszteletét, Robert találkozik Ritával, akinek az életét is Raymond irányítja. Miután Ritát is megbízzák R.M.F. karambolozásával és megölésével, a kórházban köt ki, ahol R.M.F. kritikus állapotban van. Utolsó erejével Robert elrabolja R.M.F.-et, a kórház parkolójában hagyja, majd többször is elgázolja az autójával, és megöli. Robert ezután megérkezik Raymond kastélyába. Robert átöleli Raymondot és Viviant, Raymond élettársát a kanapén. Raymond kijelenti, tudta, hogy Robert nem fog csalódást okozni neki.

### R.M.F szárnyalása
Daniel rendőrtiszt a tengeren eltűnt felesége, Liz tengerbiológus eltűnését gyászolja, mígnem hírt kap arról, hogy a nőt egy R.M.F. által vezetett helikopterrel kimentették. Liz csodával határos módon sértetlenül tér vissza Danielhez, de sok minden furcsa vele kapcsolatban; viselkedése és érdeklődési köre ellentétesnek tűnik a korábbiakkal, házimacskájuk agresszívan viselkedik vele szemben, és a lába már nem fér bele a cipőjébe, ami miatt Daniel gyanakodni kezd. Liz paranoiája közepette a lány elmondja Danielnek, hogy terhes. A férfi távozásra szólítja fel, és letartóztatással fenyegetőzik, ha nem hajlandó elmenni. Daniel paranoiája egy közúti ellenőrzés során fokozódik, ekkor kiszámíthatatlanul viselkedik, kézbe lövi az egyik utast, majd megnyalja a sebet. Ennek következtében felfüggesztik a rendőrségtől, és antipszichotikumokat írnak fel neki.
Liz elmeséli apjának az előző éjszaka látott álmát, amelyben a kutyák voltak az uralkodó faj, és háziállatként tartották a Lizhez hasonló embereket, akiket csokoládéval etettek, egy olyan étellel, amelyet korábban utált, de megette, mert nagy mennyiségben volt belőle. Arra a következtetésre jut, jobb, ha valami állandóan rendelkezésre álló dologra támaszkodunk, mint valami olyanra, ami minden nap elfogy. Az otthon maradó és Liz személyazonosságáról még mindig meg nem győződött Daniel koplalni kezd, majd megparancsolja Liznek, hogy különböző módon csonkítsa meg magát. Elsősorban, Daniel kéri Liz egyik ujját vagy hüvelykujját, hogy megegye, ezért Liz levágja a hüvelykujját, és felszolgálja neki. Daniel ezután elmondja az orvosának, Liz saját akaratából csonkította meg magát, és azt állítja, hogy elkezdte magát gyomron és arcon ütni. Egy nőgyógyászati rendelőben kiderül, hogy Liz elvetélt, és azt állítja, Daniel valójában megütötte őt, miután visszabeszélt, és az antipszichotikumokra fogta. Később Daniel több ételt követel, és a máját kéri. Liz engedelmeskedik, kivágja a máját, és meghal. Egy másik Liz érkezik Daniel ajtajához, és boldogan megölelik egymást. A stáblista alatti felvételek olyan kutyákat mutatnak be, akik úgy élnek, mint az emberek.

### R.M.F. szendvics evése
Emily és Andrew egy szexszekta tagjai, amelyet a titokzatos Omi és Aka vezet. A szekta „megtisztító” rituáléja abból áll, hogy ha valakit hűtlenséggel vádolnak Omin vagy Akán kívül mással szemben, akkor egy forró szaunában kell „kiizzadnia” a méreganyagokat. A megtisztulást pedig úgy ellenőrzik, hogy Aka lenyalja az izzadságot a köldökükből. Emily és Andrew egy bizonyos nőt keresnek, aki képes feltámasztani a halottakat. Megvizsgálnak egy jelöltet, Annát, de végül sikertelennek találják. Eközben Emily titokban rendszeresen meglátogatja elhidegült férjét, Josephet, és közös kislányukat.
A központban Omi újabb információt ad Emilynek és Andrew-nak egy másik lehetséges jelöltről, de kiderül, a nő már meghalt. Emily úgy hiszi, hogy az a nő, akit keresnek, megjelent neki egy álomban. Miközben Emily és Andrew az étteremben étkeznek, egy Rebecca nevű nő – aki hasonlít az álombeli nőre – odalép hozzájuk, és azt mondja, tudja, kik ők. Azt javasolja, hogy ikertestvére, Ruth, tökéletes jelölt lenne. Andrew azonban elutasítja ezt, mivel az egyik követelmény az, hogy a jelölt ikertestvére már ne éljen, ez pedig nem teljesül.
Egy látogatás alkalmával régi otthonába Emily összefut Joseph-fel és közös lányukkal, épp mikor távozóban van. Joseph meghívja Emilyt, hogy látogassa meg őket újra. Emily vissza is tér, de Joseph bedrogozza az italát, majd megerőszakolja, miközben Emily eszméletlen. Másnap reggel Omi, Aka és Andrew megérkeznek Emily régi otthonához, és elviszik őt, hogy „megteszteljék”. A teszt után Emilyt kizárják a szektából, mert „szennyezettnek” találják. Hogy visszanyerje helyét a szektában, Emily elhatározza, hogy felkeresi Ruth-ot. Előtte azonban még meglátogatja Rebeccát, aki korábban felhívta azzal, hogy teljesíteni tudja az egyik feltételt. Látogatása során Rebecca beleugrik egy üres medencébe, és öngyilkosságot követ el, ezzel beteljesítve az Emily álmában látott jóslatot. Emily ezután ellátogat Ruth állatorvosi rendelőjébe, és szemtanúja lesz, ahogy egy általa vizsgált kutya spontán módon meggyógyul. Emily leüti Ruth-ot, és elviszi a hullaházba, ahol arra utasítja, hogy támassza fel R.M.F. holttestét. Ruth képes erre, és miután sikerrel járnak, Emily táncol a kocsija előtt örömében. Amikor sietve próbál visszajutni a szekta központjába, Emily elkalandozik vezetés közben, balesetet szenved, és Ruth meghal az ütközésben.
A stáblista közepén R.M.F. egy szendvicset eszik, és lecsöppenti magát ketchuppel. Egy pincérnő odavisz neki egy szalvétát, hogy letörölhesse magát.

## Szereplők
| Szerep                  | Színész                 | Magyar hang | Leírás                                                                                |
| ----------------------- | ----------------------- | --- | ------------------------------------------------------------------------------------- |
| Rita                    | Emma Stone              | | Raymond alkalmazottja, akinek az élete hasonló ütemezés szerint zajlik, mint Roberté. |
| Liz                     | Emma Stone              | Daniel felesége, aki egy ideje eltűnt a tengeren.                                                                                    |                                                                                       |
| Emily                   | Emma Stone              | Egy szekta tagja, aki egy olyan nőt keres, aki képes feltámasztani a halottakat.                                                     |                                                                                       |
| Robert                  | Jesse Plemons           | | Férfi, akinek a főnöke élete minden egyes mozzanatát beütemezi.                       |
| Daniel                  | Jesse Plemons           | Rendőr, aki gyanakodni kezd arra, hogy a felesége – miután visszatért hosszú eltűnéséből – valójában nem is az, akinek mondja magát. |                                                                                       |
| Andrew                  | Jesse Plemons           | Emily társa a szektában. |                                                                                       |
| Raymond                 | Willem Dafoe            | | Robert főnöke, aki megszállottan irányítja minden körülötte élő életét.               |
| George                  | Willem Dafoe            | Liz apja. |                                                                                       |
| Omi                     | Willem Dafoe            | Szexszekta vezetője |                                                                                       |
| Vivian                  | Margaret Qualley        | | Raymond felesége.                                                                     |
| Martha                  | Margaret Qualley        | Neil felesége. |                                                                                       |
| Ruth                    | Margaret Qualley        | Egypetéjű ikrek, az egyik állatorvos, a másik pedig hisz abban, hogy a testvére az a nő, akit a szekta keres.”                       |                                                                                       |
| Rebecca                 | Margaret Qualley        | Egypetéjű ikrek, az egyik állatorvos, a másik pedig hisz abban, hogy a testvére az a nő, akit a szekta keres.”                       |                                                                                       |
| Sarah                   | Hong Chau               | | Robert felesége.                                                                      |
| Sharon                  | Hong Chau               | Liz kollégájának a felesége. |                                                                                       |
| Aka                     | Hong Chau               | Omi felesége. |                                                                                       |
| Gyűjtemények szakértője | Joe Alwyn               | | Gyűjtemények szakértője.                                                              |
| Jerry                   | Joe Alwyn               | Részeg autós utas. |                                                                                       |
| Joseph                  | Joe Alwyn               | Emily elhidegült férje. |                                                                                       |
| Will                    | Mamoudou Athie          | | Sarah úszóedzője.                                                                     |
| Neil                    | Mamoudou Athie          | Daniel legjobb barátja és üzlettársa.                                                                                                |                                                                                       |
| Hullaházi ápoló         | Mamoudou Athie          | Hullaházi ápoló. |                                                                                       |
| Anna                    | Hunter Schafer          | | Az a nő, akit Emily és Andrew megvizsgálnak, hogy képes-e feltámasztani a halottakat. |
| R.M.F                   | Jórgosz Stefanakosz     | | Raymond alkalmazottja.                                                                |
| Helikopterpilóta        | Jórgosz Stefanakosz     | Helikopterpilóta. |                                                                                       |
| Halott férfi            | Jórgosz Stefanakosz     | Halott férfi. |                                                                                       |
| Bárzongorista           | Jerskin Fendrix         | | Bárzongorista.                                                                        |
| Emily lánya             | Merah Benoit            | | Emily lánya.                                                                          |
| Susan                   | Krystal Alayne Chambers | | Szekta-tag, akit egy furcsa szertartás során tesztelnek.                              |

## A film készítése
A film eredeti címe R.M.F. volt, amit később And-re változtattak, végül 2023 decemberében Kinds of Kindness-re módosították. Az R.M.F. kezdőbetűk nem utalnak semmire Jórgosz Lánthimosz szerint, aki a forgatókönyvet Efthimis Filippou-val közösen írta. A film Lánthimosz és Filippou ötödik közös munkája a Kutyafog (2009), az Alpok (2011), A homár (2015) és az Egy szent szarvas meggyilkolása (2017) után. 2022 szeptemberében a Searchlight Pictures megállapodást kötött a film forgalmazásáról, amelyet Lanthimos rendezne az Element Pictures és a Film4 együttműködésével. Nem sokkal később nyilvánosságra hozták a szereplők névsorát: Emma Stone, Jesse Plemons, Willem Dafoe, Margaret Qualley, Hong Chau, Joe Alwyn és Mamoudou Athie. Hunter Schafer is szerepet kapott a filmben.
A forgatás a louisianai New Orleansban zajlott 2022. október 24. és december 16. között. A triptichon három történetét egymás után vették fel, és mindegyik történet elkészítése három hétig tartott. A film zenéjét Jerskin Fendrix szerezte, aki a Szegény párák (2023) után másodszor dolgozott együtt Lánthimosszal.

## Bemutató
A film világpremierjét a 77. Cannes-i Filmfesztivál versenyprogramjában tartották 2024. május 17-én. A Sydney-i Filmfesztivál versenyprogramjában is szerepelt.
Az Amerikai Egyesült Államokban 2024. június 21-én mutatták be korlátozott számú mozikban a Searchlight Pictures forgalmazásában, mielőtt június 28-án országszerte, valamint Írországban és az Egyesült Királyságban is megjelent volna.

### Médiakiadás
A kegyelem fajtái 2024. augusztus 27-én jelent meg a Video on Demand szolgáltatáson, Blu-ray és DVD kiadásban 2024. október 8-án jelent meg.

## Fogadtatás

### Bevételi adatok
A kegyelem fajtái az Amerikai Egyesült Államokban és Kanadában 5 millió dollárt, más területeken 11,4 millió dollárt hozott, ami világszerte 16,4 millió dolláros összbevételt eredményezett.
Az Egyesült Államokban és Kanadában a nyitóhétvégén 377 289 dollár bevételt hozott öt New York-i és Los Angeles-i moziban; a vetítésenkénti 75 457 dolláros átlag a 2024-es év legjobb eredménye volt. A következő hétvégén 490 moziba kerülő film 2 millió dollárt termelt, és a 10. helyen végzett.

### Kritikai visszhang
A Rotten Tomatoes weboldalon 71%-os értékelést kapott 280 pozitív kritika alapján, az átlagértékelése 6,5 pont 10-ből. Az oldal szöveges összefoglalója szerint: „A kegyelem fajtái egy maró szellemiségű, hidegvérű triptichon, amely Jórgosz Lánthimosz eddigi embergyűlölő – és harapósan szórakoztató - alkotása.” A Metacritic oldalán 100-ból 64 pontot kapott (58 kritika alapján), ami „általánosságban kedvező” értékelést jelent.
Brian Tallerico a RogerEbert.com-tól dicsérte Plemons színészi játékát, mondván: „Plemons nem csak egy, hanem legalább két, de talán három, az év legjobb alakítását nyújtja, ami nagyban hozzájárul A kegyelem fajtái összeállításához.”
Nick Rogers a Midwest Film Journal munkatársa szerint: „A kegyelem fajtái koncepciója az, hogy a szereplők... mindannyian más-más szerepet játszanak az egyes történetekben... Ha el tudod viselni a gyakran grafikusan erőszakos, morbidan vicces szenvedést, a film felemeli a kalapodat.”
Az NPR felvette A kegyelem fajtáit a 2024-es év legjobb filmjeinek és tévéfilmjeinek listájára, Glen Weldon kritikus a következőt írta: „Lánthimosz nézőpontja az emberiségről, mint mindig, komor és szórakoztató, és itt szenvtelenül mutatja be nekünk az erőszakos szélsőségeket, amelyekhez túlságosan könnyen folyamodunk.”